# Thorhild Widvey
Thorhild Widvey (Karmøy, 9 januari 1956) is een voormalig Noors politica van de partij Høyre. Zij was tweemaal minister en is sinds 2016 bestuursvoorzitter van het staatsenergiebedrijf Statkraft.

## Biografie
Widvey werd geboren op het eiland Karmøy in de provincie Rogaland. Ze volgde een opleiding als sportinstructeur en heeft tevens een graad van de Handelshogeschool.
Na haar studie was Widvey een aantal jaren werkzaam als sportleraar en in het hotelwezen. In 1980 werd ze gekozen in de gemeenteraad van Karmøy. Bij de Noorse parlementsverkiezingen in 1985 werd Widvey reservelid van de Storting, waar ze vier jaar later tot volwaardig lid werd gekozen. In 1993 werd ze herkozen, maar in 1997 was ze niet meer herkiesbaar. 
In 2002 werd ze staatssecretaris van het ministerie van Visserij in het kabinet-Bondevik II. Tussen 2004 en 2005 was ze minister van Olie en Energie. In 2013 werd ze opnieuw minister, nu voor Cultuur, in het kabinet-Solberg. Widvey trad af in december 2015 om een paar weken later benoemd te worden tot bestuursvoorzitter van Statkraft.
- Bibsys: 90564379
- Virtual International Authority File: 255149196420674791147